# Élections législatives de 1967 en Tarn-et-Garonne
Les élections législatives françaises de 1967 se déroulent les 5 et 12 mars 1967. Dans le département de Tarn-et-Garonne, deux députés sont à élire dans le cadre de deux circonscriptions.

## Élus
| Circonscription | Député sortant    | Parti | Parti  | Député élu ou réélu | Parti | Parti          |
| --------------- | ----------------- | ----- | ------ | ------------------- | ----- | -------------- |
| 1re             | Louis-Jean Delmas |       | SFIO   | Louis-Jean Delmas   |       | FGDS (SFIO)    |
| 2e              | Antonin Ver       |       | Radsoc | Antonin Ver         |       | FGDS (Radical) |

## Résultats

### Résultats à l'échelle du département
| Parti          | Parti                                           | Premier tour | Premier tour | Second tour | Second tour | Sièges |
| Parti          | Parti                                           | Voix         | %            | Voix        | %           | Sièges |
| -------------- | ----------------------------------------------- | ------------ | ------------ | ----------- | ----------- | ------ |
|                | Parti radical                                   | 19 896       | 22,10        | 27 352      | 30,04       | 1      |
|                | Section française de l'Internationale ouvrière  | 15 808       | 17,56        | 23 912      | 26,26       | 1      |
|                | Fédération de la gauche démocrate et socialiste | 35 704       | 39,65        | 51 264      | 56,30       | 2      |
|                |                                                 |              |              |             |             |        |
|                | Union des démocrates pour la Ve République      | 30 961       | 34,38        | 39 795      | 43,70       | 0      |
|                | Divers droite (gaulliste)                       | 1 194        | 1,33         |             |             | 0      |
|                | Modérés                                         | 521          | 0,58         | 0           |             |        |
|                | Union des républicains de progrès               | 32 676       | 36,29        | 39 795      | 43,70       | 0      |
|                |                                                 |              |              |             |             |        |
|                | Parti communiste français                       | 13 383       | 14,86        | Retrait     | Retrait     | 0      |
|                | Progrès et démocratie moderne                   | 5 983        | 6,64         | Retrait     | Retrait     | 0      |
|                | Mouvement jeune révolution                      | 2 301        | 2,56         |             |             | 0      |
|                |                                                 |              |              |             |             |        |
| Inscrits       | Inscrits                                        | 111 863      | 100,00       | 111 843     | 100,00      | 2      |
| Abstentions    | Abstentions                                     | 18 877       | 16,88        | 18 098      | 16,18       |        |
| Votants        | Votants                                         | 92 986       | 83,12        | 93 745      | 83,82       |        |
| Blancs et nuls | Blancs et nuls                                  | 2 939        | 3,16         | 2 686       | 2,87        |        |
| Exprimés       | Exprimés                                        | 90 047       | 96,84        | 91 059      | 97,13       |        |

### Résultats par circonscription

#### Première circonscription (Montauban)
| Candidat       | Candidat                        | Parti                     | Premier tour | Premier tour | Second tour | Second tour |  |
| Candidat       | Candidat                        | Parti                     | Voix         | %            | Voix        | %           |  |
| -------------- | ------------------------------- | ------------------------- | ------------ | ------------ | ----------- | ----------- |  |
|                | Louis-Jean Delmas sortant réélu | FGDS (SFIO)               | 15 808       | 35,74        | 23 912      | 53,29       |  |
|                | Jean Bonhomme                   | UD-Ve                     | 14 777       | 33,41        | 20 963      | 46,71       |  |
|                | Élie Bories                     | CD (PDM)                  | 5 983        | 13,53        | Retrait     | Retrait     |  |
|                | Pierre Juge                     | PCF                       | 5 950        | 13,45        | Retrait     | Retrait     |  |
|                | Camille Bégué                   | Divers droite (Gaulliste) | 1 194        | 2,7          |             |             |  |
|                | Georges Bourrel                 | Modérés                   | 521          | 1,18         |             |             |  |
|                |                                 |                           |              |              |             |             |  |
| Inscrits       | Inscrits                        | Inscrits                  | 54 374       | 100,00       | 54 357      | 100,00      |  |
| Abstentions    | Abstentions                     | Abstentions               | 8 854        | 16,28        | 8 120       | 14,94       |  |
| Votants        | Votants                         | Votants                   | 45 520       | 83,72        | 46 237      | 85,06       |  |
| Blancs et nuls | Blancs et nuls                  | Blancs et nuls            | 1 287        | 2,83         | 1 362       | 2,95        |  |
| Exprimés       | Exprimés                        | Exprimés                  | 44 233       | 97,17        | 44 875      | 97,05       |  |

#### Deuxième circonscription (Castelsarrasin)
| Candidat       | Candidat                  | Parti          | Premier tour | Premier tour | Second tour | Second tour |  |
| Candidat       | Candidat                  | Parti          | Voix         | %            | Voix        | %           |  |
| -------------- | ------------------------- | -------------- | ------------ | ------------ | ----------- | ----------- |  |
|                | Antonin Ver sortant réélu | FGDS (Radical) | 19 896       | 43,43        | 27 352      | 59,22       |  |
|                | Roger Sarrau              | UD-Ve          | 16 184       | 35,33        | 18 832      | 40,78       |  |
|                | Marcel Guiche             | PCF            | 7 433        | 16,22        | Retrait     | Retrait     |  |
|                | Roger Carcenac            | ARLP           | 2 301        | 5,02         |             |             |  |
|                |                           |                |              |              |             |             |  |
| Inscrits       | Inscrits                  | Inscrits       | 57 489       | 100,00       | 57 486      | 100,00      |  |
| Abstentions    | Abstentions               | Abstentions    | 10 023       | 17,43        | 9 978       | 17,36       |  |
| Votants        | Votants                   | Votants        | 47 466       | 82,57        | 47 508      | 82,64       |  |
| Blancs et nuls | Blancs et nuls            | Blancs et nuls | 1 652        | 3,48         | 1 324       | 2,79        |  |
| Exprimés       | Exprimés                  | Exprimés       | 45 814       | 96,52        | 46 184      | 97,21       |  |